# Neustadt Nemzetközi Irodalmi Díj
A Neustadt Nemzetközi Irodalmi Díjat két évente ítéli oda közösen az Oklahamai Egyetem  (University of Oklahoma) és nemzetközi irodalmi kiadványa, a World Literature Today.  Ahogyan az Irodalmi Nobel-díjat, ezt a díjat sem egy bizonyos műért ítélik oda, hanem az író több művéért együtt.
A díj jelenleg egy ezüst sastollból, egy elismervényből és 50 000 USD-ből áll. A díjat Walter és Doris Neustadt finanszírozza.
A díjat 1969-ben alapította Ivar Ivask, a "Books Abroad" folyóirat szerkesztője, és a Books Abroad Nemzetközi Irodalmi Díj  egyik alapítója. Ezt a díjat nevezték át később Books Abroad/Neustadt Díjra. Jelenlegi nevét 1976-tól viseli.
1974-ben Karinthy Ferenc író, 1978-ban Gergely Ágnes költő, prózaíró, esszéista és műfordító is a nemzetközi zsűri tagja volt; előbbi Illyés Gyulát, utóbbi Pilinszky Jánost jelölte a díjra. 1984-ben pedig Orbán Ottó, költő és esszéista ült a döntőbizottságban, ám a díjat mégsem az ő jelöltje, Weöres Sándor kapta. Konrád György magyar regényíró két ízben szerepelt a jelöltek között: előbb 1990-ben Gömöri György költő, műfordító, majd 2000-ben Dubravka Ugrešić horvát írónő javaslatára.
A jelölteket egy legalább hét tagú zsűri jelöli ki, melynek nem szabtak sem földrajzi, sem nyelvi határokat. Ez az egyetlen amerikai nemzetközi díj, mely költőket, regényírókat és drámaírókat egyaránt kitüntet.

## Díjazottak
| Év   | Név                      | Ország        | Nyelv    |
| ---- | ------------------------ | ------------- | -------- |
| 1970 | Giuseppe Ungaretti       | ITA           | Olasz    |
| 1972 | Gabriel García Márquez   | COL           | Spanyol  |
| 1974 | Francis Ponge            | FRA           | Francia  |
| 1976 | Elizabeth Bishop         | USA           | Angol    |
| 1978 | Czesław Miłosz           | POL           | Lengyel  |
| 1980 | Josef Škvorecký          | Csehszlovákia | Cseh     |
| 1982 | Octavio Paz              | MEX           | Spanyol  |
| 1984 | Paavo Haavikko           | FIN           | Finn     |
| 1986 | Max Frisch               | SUI           | Német    |
| 1988 | Raja Rao                 | IND/ USA      | Angol    |
| 1990 | Tomas Tranströmer        | SWE           | Svéd     |
| 1992 | João Cabral de Melo Neto | BRA           | Portugál |
| 1994 | Edward Kamau Brathwaite  | BAR           | Angol    |
| 1996 | Ásszija Dzsebár          | ALG           | Francia  |
| 1998 | Nuruddin Farah           | SOM           | Angol    |
| 2000 | David Malouf             | AUS           | Angol    |
| 2002 | Álvaro Mutis             | COL           | Spanyol  |
| 2004 | Adam Zagajewski          | POL           | Lengyel  |
| 2006 | Claribel Alegría         | NIC/ Salvador | Spanyol  |
| 2008 | Patricia Grace           | Új-Zéland     | Angol    |
| 2010 | Duo Duo                  | CHN           | Kínai    |
| 2012 | Rohinton Mistry          | IND/ CAN      | Angol    |
| 2014 | Mia Couto                | MOZ           | Portugál |
| 2016 | Dubravka Ugrešić         | CRO/ NED      | Horvát   |
| 2018 | Edwidge Danticat         | HAI/ USA      | Angol    |
| 2020 | Ismail Kadare            | ALB           | Albán    |
| 2022 | Boubacar Boris Diop      | SEN           | Francia  |
| 2024 | Ananda Devi              | MUS           | Francia  |